# Yokoi Gunpei
Yokoi Gunpei (横井 軍平 Gunpei Yokoi, 10 tháng 9 năm 1941 – 4 tháng 10 năm 1997), đôi khi được phiên âm là Yokoi Gumpei, là nhà thiết kế trò chơi điện tử người Nhật Bản. Ông là nhân viên lâu năm của Nintendo, được biết đến nhiều nhất với tư cách là người tạo ra hệ máy chơi game cầm tay Game & Watch, người phát minh ra tay cầm hình chữ thập, nhà thiết kế ban đầu của Game Boy, đồng thời là nhà sản xuất của một số thương hiệu trò chơi điện tử lâu đời và được giới phê bình đánh giá cao như Metroid và Kid Icarus.

## Sự nghiệp
Yokoi tốt nghiệp Đại học Doshisha với vi bằng ngành điện tử. Ông làm việc cho Nintendo từ năm 1965, công việc chính là nhân vật bảo trì dây chuyền lắp ráp máy dùng để sản xuất thẻ bài hanafuda của hãng.
Năm 1966, chủ tịch của Nintendo vào thời điểm đó là Yamauchi Hiroshi đã đến một nhà máy hanafuda nơi Yokoi đang làm việc và chú ý đến một món đồ chơi, một cánh tay kéo dài mà Yokoi đã làm để giải trí lúc rảnh rỗi. Yamauchi đã ra lệnh cho Yokoi phát triển nó như một sản phẩm phù hợp cho mùa Giáng sinh. Ultra Hand đã thành công rực rỡ và Yokoi được yêu cầu làm thêm các đồ chơi khác của Nintendo, bao gồm trò giải đố Thùng mười tỷ, một máy hút bụi điều khiển từ xa thu nhỏ có tên là Chiritory, một máy ném bóng chày được gọi là Ultra Machine, và "Love Tester". Ông vẫn làm đồ chơi cho đến khi công ty quyết định sản xuất trò chơi điện tử vào năm 1974, khi ông trở thành một trong những nhà thiết kế trò chơi đầu tiên, chỉ sau Takeda Genyo.
Khi đang đi trên tàu cao tốc (Shinkansen), Yokoi nhìn thấy một nhân vật văn phòng có vẻ buồn chán, đang chơi với máy tính bỏ túi có màn hình LCD, bằng cách nhấn các nút. Sau đó, Yokoi đột nhiên có ý tưởng về một chiếc đồng hồ một công đôi chuyện, như một trò tiêu khiển thu nhỏ và tiếp tục tạo ra Game & Watch, một dòng máy điện tử cầm tay minigame hoạt hình có màn hình LCD đơn giản, phát hành từ năm 1980 đến năm 1991 và có 60 biến thể.
Năm 1981, Yamauchi chỉ định Yokoi giám sát Donkey Kong, một máy game thùng do Miyamoto Shigeru tạo ra. Yokoi đã giải thích nhiều điểm phức tạp của thiết kế trò chơi cho Miyamoto khi ông mới bắt đầu sự nghiệp và dự án chỉ được phê duyệt sau khi Yokoi trình bày ý tưởng trò chơi của Miyamoto với tổng giám đốc.
Sau thành công toàn cầu của Donkey Kong, Yokoi tiếp tục hợp tác với Miyamoto trong game Mario tiếp theo là Mario Bros. Ông đã đề xuất khái niệm nhiều người chơi và thuyết phục đồng nghiệp thêm cho Mario một số khả năng siêu phàm, chẳng hạn như khả năng nhảy từ độ cao lớn mà không bị mất mạng.

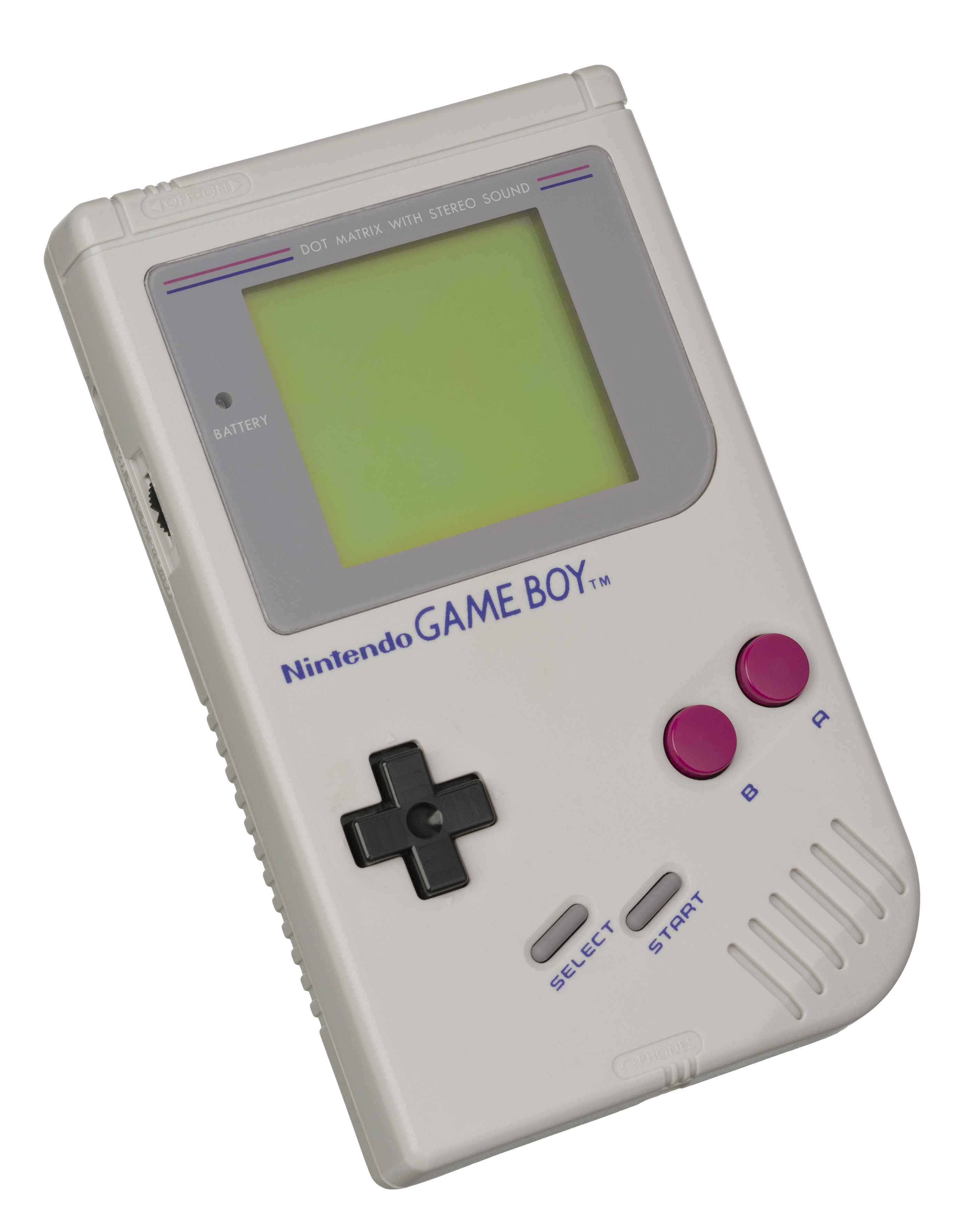
Yokoi được biết đến nhiều nhất với sự đóng góp của ông trong việc tạo ra Game Boy.

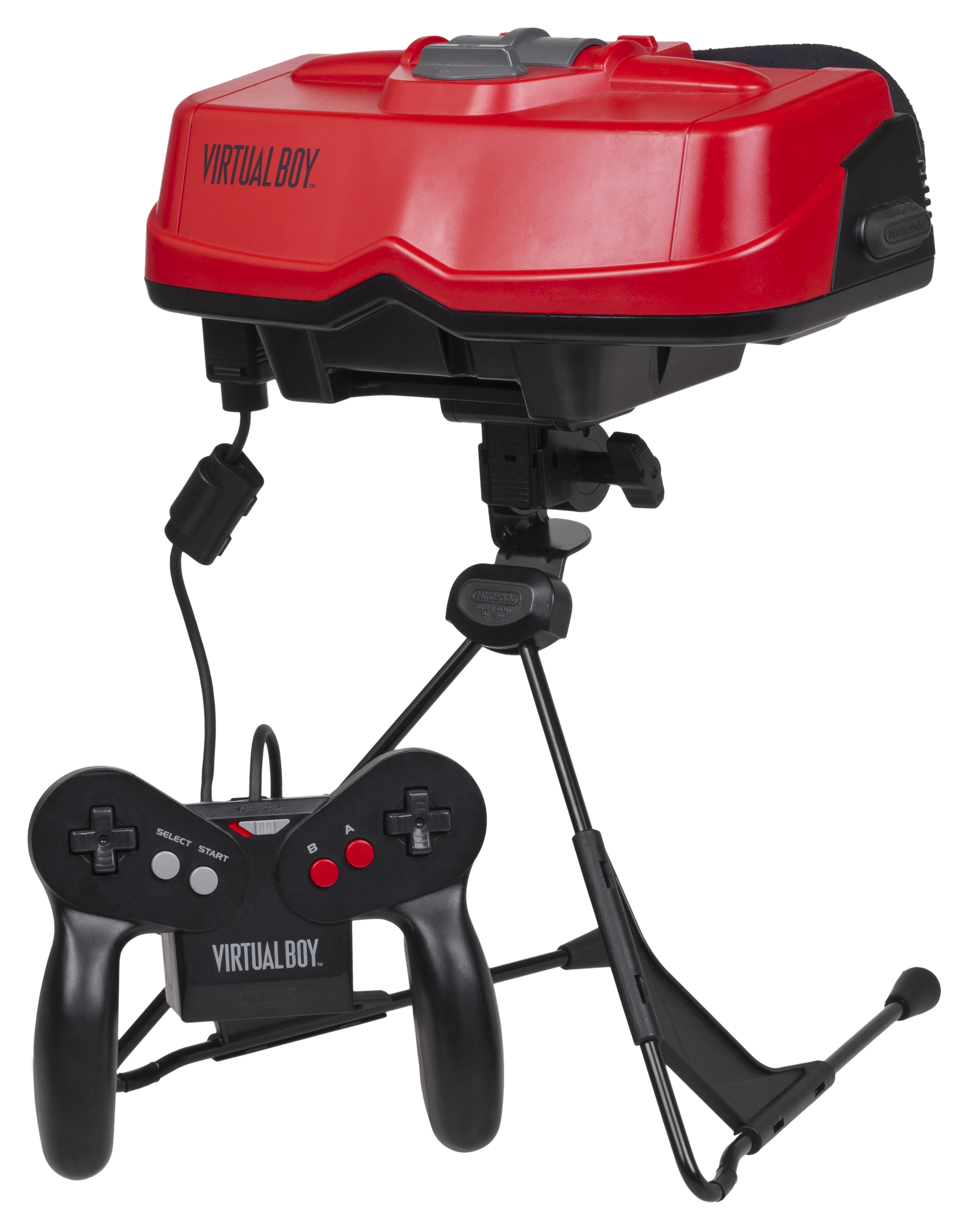
Virtual Boy của Yokoi (1995)

Sau Mario Bros., Yokoi đã sản xuất một số trò chơi R&D1, chẳng hạn như Kid Icarus và Metroid. Ông thiết kế R.O.B. và Game Boy, sau này đã trở thành một thành công trên toàn thế giới. Một sáng tạo khác của ông là Virtual Boy nhưng gặp thất bại về mặt thương mại.
Nintendo phủ nhận hiệu suất bán kém của Virtual Boy trên thị trường là lý do khiến Yokoi rời công ty sau đó, họ cho rằng việc nghỉ hưu của ông là "hoàn toàn ngẫu nhiên" đối với hiệu suất thị trường đối với bất kỳ phần cứng nào của Nintendo. Theo Taki Yoshihiro, đồng nghiệp ở Nintendo và Koto, ban đầu Yokoi đã quyết định nghỉ hưu ở tuổi 50 để làm những gì mình thích nhưng chỉ đơn giản là trì hoãn nó. Theo cuốn sách Game Over của David Sheff, Yokoi chưa bao giờ thực sự có ý định phát hành máy chơi game ở dạng hiện tại. Tuy nhiên, Nintendo đã đẩy Virtual Boy ra thị trường để có thể tập trung nguồn lực phát triển vào Nintendo 64.

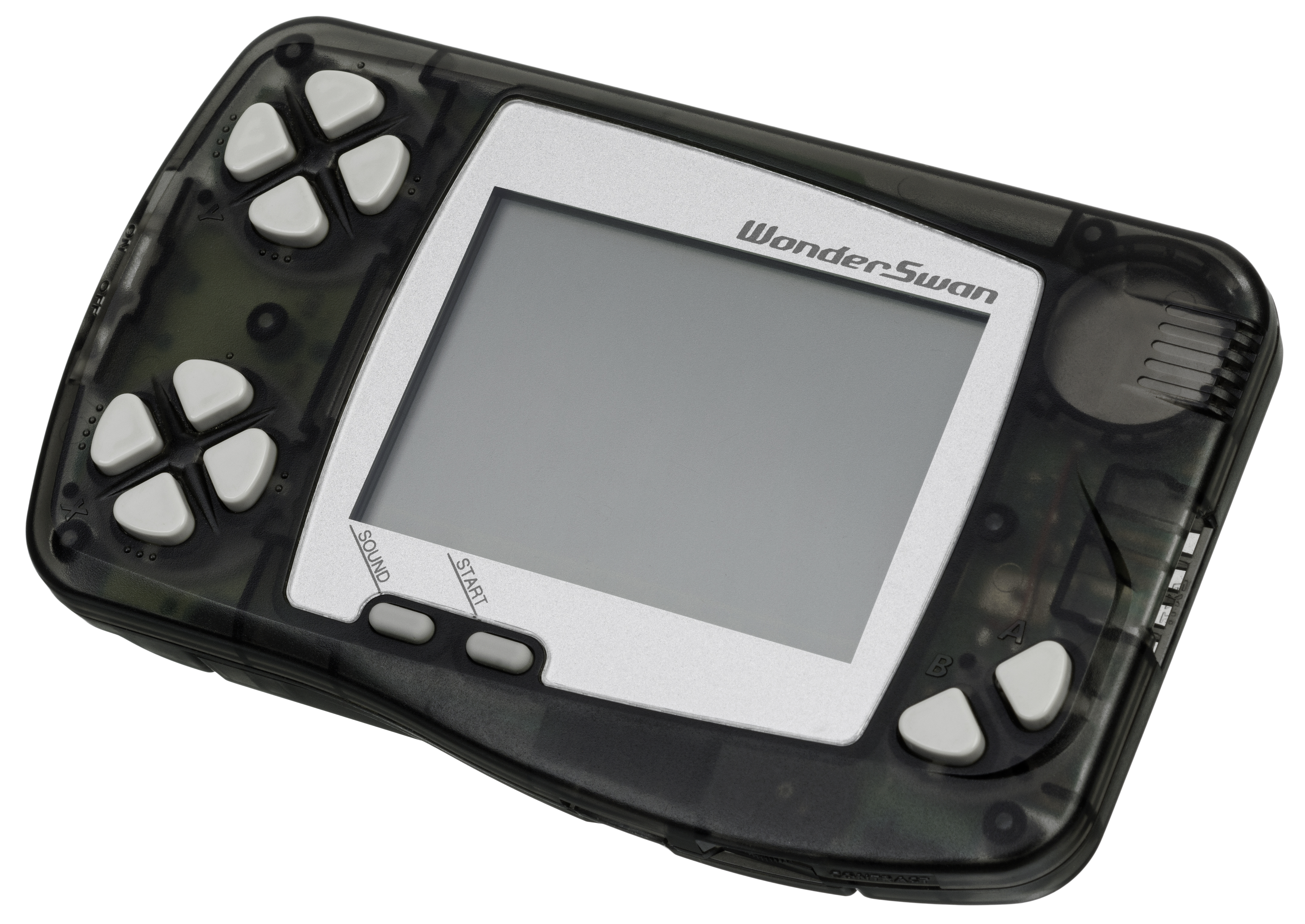
WonderSwan

Giữa sự thất bại của Virtual Boy và màn ra mắt của Game Boy Pocket thành công hơn, Yokoi rời Nintendo vào ngày 15 tháng 8 năm 1996 sau 31 năm làm việc tại công ty. Cùng với một số cấp dưới, ông nghĩ việc và thành lập một công ty mới tên là Koto, Yokoi đã giúp tạo ra Tamagotchi và trở thành trưởng nhóm phát triển máy chơi game cầm tay WonderSwan của Bandai.

## Suy nghĩ đa chiều với công nghệ chín muồi
Yokoi cho biết "Cách Nintendo điều chỉnh công nghệ không phải là tìm kiếm công nghệ tiên tiến mà là sử dụng công nghệ chín muồi hơn để có thể được sản xuất hàng loạt với giá rẻ." Ông đã trình bày triết lý về "Tư duy phi tuyến tính của công nghệ chín muồi" (枯れた技術の水平思考 "Kareta Gijutsu no Suihei Shikō") (cũng được dịch là "tư duy phi tuyến tính với công nghệ thích hợp"), trong cuốn sách Yokoi Gunpei Game House. "Công nghệ chín muồi" trong bối cảnh này đề cập đến một công nghệ trưởng thành, rẻ và được hiểu rõ. "Tư duy phi tuyến tính" đề cập đến việc tìm ra những cách hoàn toàn mới để sử dụng công nghệ đó. Yokoi cho rằng đồ chơi và trò chơi không nhất thiết phải có công nghệ tiên tiến; mới lạ và lối chơi thú vị mới là điều quan trọng hơn. Trong buổi phỏng vấn, ông gợi ý rằng công nghệ tiên tiến đắt tiền có thể cản trở quá trình phát triển một sản phẩm mới.
Game & Watch được phát triển dựa trên triết lý này. Vào thời điểm phát triển, Sharp và Casio đang cạnh tranh gay gắt trên thị trường máy tính kỹ thuật số. Vì lý do này, đã có rất nhiều màn hình tinh thể lỏng và chất bán dẫn. "tư duy phi tuyến tính" là tìm ra cách sử dụng cơ bản và thú vị cho công nghệ rẻ tiền và phong phú này. NES và Game Boy được phát triển theo triết lý tương tự. Trên thị trường thiết bị cầm tay, việc Yokoi từ chối áp dụng màn hình màu cho Game Boy để ưu tiên thời lượng pin dài được coi là lý do chính khiến nó thắng thế trước Game Gear của Sega và Lynx của Atari.
Giám đốc điều hành của Nintendo từ năm 2002 là Iwata Satoru, cho đến khi ông qua đời vào năm 2015, tuyên bố rằng triết lý này vẫn là một phần của Nintendo vì nó đã được truyền lại cho các học trò của Yokoi, chẳng hạn như Miyamoto, và nó tiếp tục thể hiện trong Việc sử dụng công nghệ hiện tại của Nintendo với hệ máy cầm tay Nintendo DS và máy chơi trò chơi điện tử tại gia rất thành công là Wii. Công nghệ bên trong của Wii tương tự như hệ máy trước đó là GameCube, và không quá tiên tiến về khả năng tính toán và tính linh hoạt đa phương tiện so với Xbox 360 và PlayStation 3. Thay vào đó, hệ máy cung cấp một cái gì đó hoàn toàn khác bằng cách giới thiệu các điều khiển dựa trên chuyển động cho thị trường máy chơi trò chơi điện tử tại gia nhằm cố gắng thay đổi cách chơi trò chơi điện tử và do đó, mở rộng đối tượng cho trò chơi điện tử nói chung - điều mà nó đã thực hiện thành công. Chiến lược này thể hiện niềm tin của Nintendo rằng cải tiến đồ họa không phải là cách duy nhất để đạt được tiến bộ trong công nghệ chơi game; thực sự, sau thành công ban đầu vượt trội của Wii, Sony và Microsoft đã phát hành các thiết bị ngoại vi điều khiển chuyển động của riêng họ. Việc Nintendo nhấn mạnh vào các thiết bị ngoại vi cho Wii cũng được coi là một ví dụ về "tư duy phi tuyến tính" của Yokoi.

## Qua đời
Ngày 4 tháng 10 năm 1997, Yokoi đang ngồi trong một chiếc ô tô do cộng sự của ông là Kiso Etsuo lái trên Đường cao tốc Hokuriku, chiếc xe này đã tông vào phía sau một chiếc xe tải. Sau khi hai người đàn ông rời khỏi xe để kiểm tra thiệt hại, Yokoi đã bị một chiếc ô tô chạy qua đâm phải và bị thương nặng. Người điều khiển chiếc xe đâm vào Yokoi trong vụ tai nạn thứ hai là Tsushima Gen, một nhân vật của ngành du lịch. Yokoi được xác nhận qua đời hai giờ sau đó. Kiso chỉ bị gãy xương sườn.

## Di sản
Tiêu đề cuốn tiểu sử chính của ông từ năm 2010 được dịch từ tiếng Nhật là Cha đẻ của trò chơi - Gunpei Yokoi, Người đã tạo ra DNA cho Nintendo (Father of Games – Gunpei Yokoi, the Man Who Created Nintendo's DNA). Tên một cuốn sách năm 1997 được dịch là Ngôi nhà trò chơi điện tử của Yokoi (Yokoi's House of Gaming), Tokyo Scum Brigade dịch sang tiếng Anh vào năm 2010. Một cuốn sách năm 2014 về ông là Gunpei Yokoi: Cuộc đời & Triết lý của Ông thần đồ chơi của Nintendo (Gunpei Yokoi: The Life & Philosophy of Nintendo's God of Toys).
Năm 2003, Yokoi đã được truy tặng Giải thưởng Thành tựu Trọn đời của Hiệp hội các nhà phát triển trò chơi quốc tế. GameTrailers đã đưa ông vào danh sách "Mười nhà sáng tạo trò chơi hàng đầu". Một phòng trưng bày nghệ thuật ở Nhật Bản đã tổ chức một cuộc triển lãm nghệ thuật vào năm 2010 với tiêu đề "Người đàn ông được mệnh danh là Ông thần trò chơi điện tử", trưng bày tất cả các tác phẩm quan trọng của ông ở Nintendo. Năm 1999, Bandai bắt đầu phát hành một loạt trò chơi giải đố cầm tay có tên Gunpey để tri ân người sáng tạo ban đầu của họ là Yokoi.

## Đồ chơi, phần cứng và trò chơi điện tử

### Nhà thiết kế
- 1966 - Ultra Hand
- 1968 - Ultra Machine
- 1969 - Love Tester
- 1970 - Light Ray Gun SP Series
- 1970 - Ele-conga
- 1970 - NB Block Crater
- 1971 - Ultra Scope
- 1971 - Light Ray Telephone LT
- 1972 – Lefty RX
- 1972 – Time Shock
- 1973 – Laser Kure Clay Shooting System
- 1974 – Wild Gunman
- 1974 – Shooting Trainer
- 1976 – Light Ray Gun Custom Series
- 1977 – Duck Hunt
- 1977 – Battle Shark Skyhawk
- 1979 – Radio Controlled Cleaner
- 1980 – Loạt Game & Watch
- 1981 – Game & Watch Wide Screen
- 1982 – Game & Watch Multiple Screen
- 1982 – Computer Mah-jong
- 1983 – D-pad
- 1983 – Famicom Controller
- 1984 – Game & Watch Color Screen
- 1985 – R.O.B.
- 1985 – NES Zapper
- 1989 – Game Boy
- 1992 – Super Scope
- 1995 – Virtual Boy
- 1996 – Game Boy Pocket
- 1999 – WonderSwan (Ra mắt sau khi qua đời)
- 1999 – Gunpey (Ra mắt sau khi qua đời)

### Nhà sản xuất
- 1981 – Donkey Kong
- 1982 – Donkey Kong Jr.
- 1983 – Mario Bros.
- 1986 – Kid Icarus
- 1986 – Metroid
- 1988 – Famicom Tantei Club: Kieta Kōkeisha
- 1989 – Famicom Tantei Club Part II: Ushiro ni Tatsu Shōjo
- 1989 – Super Mario Land
- 1990 – SolarStriker
- 1990 – Balloon Kid
- 1990 – Dr. Mario
- 1990 – Fire Emblem: Ankoku Ryū to Hikari no Tsurugi
- 1991 – Metroid II: Return of Samus
- 1992 – Fire Emblem Gaiden
- 1992 – Super Mario Land 2: 6 Golden Coins
- 1992 – Yoshi's Cookie
- 1994 – Wario Land: Super Mario Land 3
- 1994 – Fire Emblem: Monshō no Nazo
- 1994 – Super Metroid
- 1995 – Kirby's Block Ball
- 1995 – Panel de Pon (Phát hành ở Mỹ như Tetris Attack)
- 1995 – Mario's Tennis
- 1995 – Galactic Pinball
- 1995 – Virtual Boy Wario Land
- 1996 – 3D Tetris
- 1996 – Fire Emblem: Seisen no Keifu